# FK Glasinac Sokolac
FK Glasinac (Fudbalski klub Glasinac; Glasinac Sokolac; Glasinac, srpski: Фудбалски клуб Гласинац) bio je nogometni klub iz Sokoca, Istočno Sarajevo, Republika Srpska, Bosna i Hercegovina.

## O klubu
FK Glasinac je osnovan 1936. godine, Do početka Drugog svjetskog rata klub se bazirao na radu s mladima i razvoju nogometa na području Romanije. Zbog ratnih zbivanja, klub ne djeluje od 1941. do 1945. godine, te se po završetku rata obnavlja. 
 
Klub s ligaškim natjecanjima počinje 1949. godine u okviru Podsaveza sarajevske regije. Uoči rata u BiH, klub je član Regionalne lige BiH – Jug. Zbog izbijanja rata, klub ne djeluje od proljeća 1992. do travnja 1993. godine. Klub od sezone 1995./96. sudjeluje u Prvoj ligi RS, gdje je često pri vrhu. U sezonama 2002./03. i 2003./04. je član Premijer lige BiH, a potom ispada u 1. ligu RS, a od 2007. i u Drugu ligu RS. 
 
Klub se gasi u ljeto 2011. godine. Kao sljednik "Glasinca" osnovan je novi klub – "OFK Glasinac 2011".

## Uspjesi
- Prva liga RS – Istok 
  - doprvak: 1995./96.
- Druga liga RS – Jug 
  - prvak: 2007./08.

## Unutrašnje poveznice
- Sokolac
- OFK Glasinac 2011 Sokolac

## Vanjske poveznice
- slavicnet.com/sokolac, FK Glasinac  Arhivirana inačica izvorne stranice od 20. kolovoza 2014. (Wayback Machine)
- sportdc.net, Glasinac
- srbijasport.net, Glasinac
- soccerway.com, FK Glasinac Sokolac
- foot.dk, Glasinac Sokolac  Arhivirana inačica izvorne stranice od 4. ožujka 2016. (Wayback Machine)
- transfermarkt.com, FK Glasinac Sokolac
- globalsportsarchive.com, OFK Glasinac 2011 Sokolac
- sportsport.ba, FK Glasinac 2011